# Takuri
La Takuri, anche nota come Yoshida, è stata una casa automobilistica nipponica, attiva a Tokyo dal 1907 al 1909. Viene considerata la produttrice della prima autovettura a benzina prodotta in Giappone.

## Il contesto
Shintarō Yoshida, commerciante di biciclette a Tokyo, nel 1902 aveva raggiunto gli USA per visitare il 3º Salone di New York, dove poté rendersi conto dei progressi fatti dalla tecnica occidentale. Nell'occasione, pensò di acquistare alcuni motori, organi di trasmissione e varie parti meccaniche di automobili, allo scopo di verificarne la realizzabilità in Patria.
Tornato dagli USA Yoshida si associò all'ingegnere Komanosuke Uchiyama, formatosi presso la scuola di ingegneria meccanica di Vladivostok, per fondare l'officina Automobile Shokai, che iniziò a importare motociclette e tricicli a motore dall'estero, oltre a offrire un servizio di manutenzione per i pochissimi veicoli a motore circolanti in Giappone. Progettato da Uchiyama venne realizzato il primo motore a scoppio costruito in Giappone; si trattava di un motore quadricilindrico da 18 CV che fu utilizzato per muovere un piccolo autobus a 12 posti, ordinato da un'azienda di Hiroshima.
Visto il risultato, il principe Arisugawa Takehito, convinto sostenitore della motorizzazione, alla fine del 1906, si propose di finanziare la costruzione di un'automobile.

## La Takuri
Con l'appoggio del principe Arisugawa, ammiraglio e potente membro della Famiglia imperiale, nel 1907 Yoshida e Uchiyama decisero di fondare la piccola casa automobilistica e procedere alla costruzione dell'autovettura.
Allo scopo di evitare il più possibile prevedibili "errori di gioventù", Uchiyama progettò la vettura ispirandosi fortemente alla Darracq 8/10 HP, all'epoca la vettura più diffusa e considerata assai affidabile.
Il risultato si concretizzò in una vettura di tipo phaeton a 4 posti, mossa da un motore posizionato anteriormente e con trazione sulle ruote posteriori mediante doppia catena. Il cambio era a due velocità oltre alla retromarcia.
Per i due primi esemplari furono utilizzati motori esteri, probabilmente Ford, mentre i successivi 15 esemplari furono dotati di motori costruiti in proprio. Si trattava di unità bicilindriche a corsa lunga, raffreddati ad acqua, della cilindrata di 1.837 cm³.
Il corpo vettura venne realizzato dall'abile carrozzaio Yamada Tekkojo che riuscì a contenere il peso del veicolo in circa 800 kg.
L'automobile venne poi denominata Takuri, vocabolo onomatopeico dovuto al suono "gata-kuri" prodotto dalla macchina in movimento.
Il primo esemplare fu consegnato al principe Arisugawa ed era l'unico dotato di doppio faro anteriore. I successivi ebbero solo un fanale posto al centro della calandra.
La produzione si concluse nel 1909, dopo che furono costruite 17 autovetture, nessuna delle quali risulta essere sopravvissuta. Parte della documentazione tecnica è conservata presso il Toyota Automobile Museum di Nagakute.